# Liste der Kulturdenkmale in Berlin-Friedenau

Lage von Friedenau in Berlin

In der Liste der Kulturdenkmale von Friedenau sind die Kulturdenkmale des Berliner Ortsteils Friedenau im Bezirk Tempelhof-Schöneberg aufgeführt.

## Denkmalbereiche (Ensembles)
| Nr.      | Lage | Offizielle Bezeichnung                                                                                           | Bestandteile / Beschreibung                                                                               | Bild                                |
| -------- | --- | --- | --- | ----------------------------------- |
| 09030143 | Friedrich-Wilhelm-Platz 8 Goßlerstraße 1–3 Wiesbadener Straße 89 (Lage)                                                      | Landhäuser Baudenkmale siehe: Friedrich-Wilhelm-Platz 8; Goßlerstraße 2; 3; Wiesbadener Straße 89                | 1888–1890                                                                                                 |                                     |
| 09066672 | Görresstraße 21–23 (Lage) | Anwesen Pählchen, Fuhrhof, Landhaus, Ateliergebäude, Vorgärten und Garten Baudenkmale siehe: Görresstraße 21, 23 | 1892–1901                                                                                                 |                                     |
| 09030150 | Hähnelstraße 7–10, 12–15 Hauptstraße 70–74 (Lage)                                                                            | Mietshäuser Baudenkmale siehe: Hähnelstraße 7; 8; 14; 15; Hauptstraße 70–73                                      | Weitere Bestandteile des Ensembles:                                                                       | Weitere Bestandteile des Ensembles: |
| 09030150 | Hähnelstraße 7–10, 12–15 Hauptstraße 70–74 (Lage)                                                                            | Mietshäuser Baudenkmale siehe: Hähnelstraße 7; 8; 14; 15; Hauptstraße 70–73                                      | 09066208 – Hähnelstraße 9, Mietshaus, um 1910                                                             |                                     |
| 09030150 | Hähnelstraße 7–10, 12–15 Hauptstraße 70–74 (Lage)                                                                            | Mietshäuser Baudenkmale siehe: Hähnelstraße 7; 8; 14; 15; Hauptstraße 70–73                                      | 09066209 – Hähnelstraße 12, Mietshaus, um 1910                                                            |                                     |
| 09030150 | Hähnelstraße 7–10, 12–15 Hauptstraße 70–74 (Lage)                                                                            | Mietshäuser Baudenkmale siehe: Hähnelstraße 7; 8; 14; 15; Hauptstraße 70–73                                      | 09066210 – Hähnelstraße 13, Mietshaus, um 1910                                                            |                                     |
| 09030150 | Hähnelstraße 7–10, 12–15 Hauptstraße 70–74 (Lage)                                                                            | Mietshäuser Baudenkmale siehe: Hähnelstraße 7; 8; 14; 15; Hauptstraße 70–73                                      | 09066233 – Hauptstraße 74, Mietshaus, 1908 von Paul Reinhardt                                             |                                     |
| 09066247 | Mainauer Straße 7–9 Görresstraße 30 Südwestkorso 70 (Lage)                                                                   | Mietshäuser Baudenkmale siehe: Mainauer Straße 7; 8; 9                                                           | 1908–1909                                                                                                 |                                     |
| 09066272 | Rheinstraße 17–20, 55 Illstraße 14 Moselstraße 1–2, 13 Saarstraße 1, 21 Schmiljanstraße 16–17 (Lage)                         | Mietshäuser Baudenkmale siehe: Moselstraße 1–2; Rheinstraße 17; 18; 19; 55.                                      | Weitere Bestandteile des Ensembles:                                                                       | Weitere Bestandteile des Ensembles: |
| 09066272 | Rheinstraße 17–20, 55 Illstraße 14 Moselstraße 1–2, 13 Saarstraße 1, 21 Schmiljanstraße 16–17 (Lage)                         | Mietshäuser Baudenkmale siehe: Moselstraße 1–2; Rheinstraße 17; 18; 19; 55.                                      | 09066276 – Rheinstraße 20, Mietshaus, um 1890                                                             |                                     |
| 09066272 | Rheinstraße 17–20, 55 Illstraße 14 Moselstraße 1–2, 13 Saarstraße 1, 21 Schmiljanstraße 16–17 (Lage)                         | Mietshäuser Baudenkmale siehe: Moselstraße 1–2; Rheinstraße 17; 18; 19; 55.                                      | 09066294 – Saarstraße 1 / Illstraße 14, Mietshaus, um 1905                                                |                                     |
| 09066277 | Rheinstraße 32–35 (Lage) | Mietshäuser Baudenkmal siehe: Rheinstraße 34                                                                     | Weitere Bestandteile des Ensembles:                                                                       | Weitere Bestandteile des Ensembles: |
| 09066277 | Rheinstraße 32–35 (Lage) | Mietshäuser Baudenkmal siehe: Rheinstraße 34                                                                     | 09066279 – Rheinstraße 32–33, Mietshaus, 1904–1905 von Theodor Thöns                                      |                                     |
| 09066277 | Rheinstraße 32–35 (Lage) | Mietshäuser Baudenkmal siehe: Rheinstraße 34                                                                     | 09066280 – Rheinstraße 35, Mietshaus, 1899–1900 von August Wand                                           |                                     |
| 09066284 | Roennebergstraße 4–6, 12–16 (Lage)                                                                                           | Mietshäuser Baudenkmal siehe: Roennebergstraße 4                                                                 | Weitere Bestandteile des Ensembles:                                                                       | Weitere Bestandteile des Ensembles: |
| 09066284 | Roennebergstraße 4–6, 12–16 (Lage)                                                                                           | Mietshäuser Baudenkmal siehe: Roennebergstraße 4                                                                 | 09066286 – Roennebergstraße 5, Mietshaus, um 1895                                                         |                                     |
| 09066284 | Roennebergstraße 4–6, 12–16 (Lage)                                                                                           | Mietshäuser Baudenkmal siehe: Roennebergstraße 4                                                                 | 09066287 – Roennebergstraße 5a, Mietshaus, um 1895                                                        |                                     |
| 09066284 | Roennebergstraße 4–6, 12–16 (Lage)                                                                                           | Mietshäuser Baudenkmal siehe: Roennebergstraße 4                                                                 | 09066288 – Roennebergstraße 6, Mietshaus, 1895–1896 von F. Wernitz                                        |                                     |
| 09066284 | Roennebergstraße 4–6, 12–16 (Lage)                                                                                           | Mietshäuser Baudenkmal siehe: Roennebergstraße 4                                                                 | 09066752 – Roennebergstraße 12, Mietshaus, 1895–1896 von Adolf Förster                                    |                                     |
| 09066284 | Roennebergstraße 4–6, 12–16 (Lage)                                                                                           | Mietshäuser Baudenkmal siehe: Roennebergstraße 4                                                                 | 09066289 – Roennebergstraße 13, Mietshaus, um 1900                                                        |                                     |
| 09066284 | Roennebergstraße 4–6, 12–16 (Lage)                                                                                           | Mietshäuser Baudenkmal siehe: Roennebergstraße 4                                                                 | 09066290 – Roennebergstraße 14, Mietshaus, 1897 von James Ruhemann                                        |                                     |
| 09066284 | Roennebergstraße 4–6, 12–16 (Lage)                                                                                           | Mietshäuser Baudenkmal siehe: Roennebergstraße 4                                                                 | 09066291 – Roennebergstraße 15, Mietshaus, 1902 von Richard Draeger                                       |                                     |
| 09066284 | Roennebergstraße 4–6, 12–16 (Lage)                                                                                           | Mietshäuser Baudenkmal siehe: Roennebergstraße 4                                                                 | 09066292 – Roennebergstraße 16, Mietshaus, 1902 von Eckert & Danneberg                                    |                                     |
| 09066330 | Südwestkorso 1–4, 74–75 Fehlerstraße 1 (Lage)                                                                                | Mietshäuser Baudenkmal siehe: Südwestkorso 74                                                                    | Weitere Bestandteile des Ensembles:                                                                       | Weitere Bestandteile des Ensembles: |
| 09066330 | Südwestkorso 1–4, 74–75 Fehlerstraße 1 (Lage)                                                                                | Mietshäuser Baudenkmal siehe: Südwestkorso 74                                                                    | 09066324 – Südwestkorso 1, Mietshaus, 1909 von Ernst Selge                                                |                                     |
| 09066330 | Südwestkorso 1–4, 74–75 Fehlerstraße 1 (Lage)                                                                                | Mietshäuser Baudenkmal siehe: Südwestkorso 74                                                                    | 09066325 – Südwestkorso 2, Mietshaus mit Vorgarteneinfriedung, 1908 von Richard Lange und Joseph Reuthers |                                     |
| 09066330 | Südwestkorso 1–4, 74–75 Fehlerstraße 1 (Lage)                                                                                | Mietshäuser Baudenkmal siehe: Südwestkorso 74                                                                    | 09066326 – Südwestkorso 3, Mietshaus, um 1910                                                             |                                     |
| 09066330 | Südwestkorso 1–4, 74–75 Fehlerstraße 1 (Lage)                                                                                | Mietshäuser Baudenkmal siehe: Südwestkorso 74                                                                    | 09066327 – Südwestkorso 4 / Fehlerstraße 1, Mietshaus, 1908 von Georg Karmann                             |                                     |
| 09066330 | Südwestkorso 1–4, 74–75 Fehlerstraße 1 (Lage)                                                                                | Mietshäuser Baudenkmal siehe: Südwestkorso 74                                                                    | 09066348 – Südwestkorso 75, Mietshaus, 1907–1908 von August Giebler                                       |                                     |
| 09066329 | Südwestkorso 11–12a, 65–69 Deidesheimer Straße 1–1a, 29 Offenbacher Straße 30 Stubenrauchstraße 46–47 Taunusstraße 10 (Lage) | Mietshäuser Baudenkmale siehe: Südwestkorso 11; 12–12a; 65; 66; 69                                               | Weitere Bestandteile des Ensembles:                                                                       | Weitere Bestandteile des Ensembles: |
| 09066329 | Südwestkorso 11–12a, 65–69 Deidesheimer Straße 1–1a, 29 Offenbacher Straße 30 Stubenrauchstraße 46–47 Taunusstraße 10 (Lage) | Mietshäuser Baudenkmale siehe: Südwestkorso 11; 12–12a; 65; 66; 69                                               | 09066329 – Offenbacher Straße 30, Mietshaus, um 1910                                                      |                                     |
| 09066329 | Südwestkorso 11–12a, 65–69 Deidesheimer Straße 1–1a, 29 Offenbacher Straße 30 Stubenrauchstraße 46–47 Taunusstraße 10 (Lage) | Mietshäuser Baudenkmale siehe: Südwestkorso 11; 12–12a; 65; 66; 69                                               | 09066331 – Südwestkorso 11a / Deidesheimer Straße 1–1a, Mietshaus, 1909–1910 von Richard Zimmermann       |                                     |
| 09066329 | Südwestkorso 11–12a, 65–69 Deidesheimer Straße 1–1a, 29 Offenbacher Straße 30 Stubenrauchstraße 46–47 Taunusstraße 10 (Lage) | Mietshäuser Baudenkmale siehe: Südwestkorso 11; 12–12a; 65; 66; 69                                               | 09066342 – Südwestkorso 65a, Mietshaus, 1910–1911 von Ernst Steffen                                       |                                     |
| 09066329 | Südwestkorso 11–12a, 65–69 Deidesheimer Straße 1–1a, 29 Offenbacher Straße 30 Stubenrauchstraße 46–47 Taunusstraße 10 (Lage) | Mietshäuser Baudenkmale siehe: Südwestkorso 11; 12–12a; 65; 66; 69                                               | 09066344 – Südwestkorso 67, Mietshaus, 1909–1910 von Arthur Neumann                                       |                                     |
| 09066329 | Südwestkorso 11–12a, 65–69 Deidesheimer Straße 1–1a, 29 Offenbacher Straße 30 Stubenrauchstraße 46–47 Taunusstraße 10 (Lage) | Mietshäuser Baudenkmale siehe: Südwestkorso 11; 12–12a; 65; 66; 69                                               | 09066345 – Südwestkorso 68 / Stubenrauchstraße 47, Mietshaus, 1910 von Ottomar Melzenbach                 |                                     |
| 09066332 | Südwestkorso 15–17, 62–64 Laubacher Straße 15 Rheingaustraße 15 Taunusstraße 17–18 Wilhelmshöher Straße 14 (Lage)            | Mietshäuser Baudenkmale siehe: Südwestkorso 15; 15a; 16; 63; 63a; 64                                             | Weitere Bestandteile des Ensembles:                                                                       | Weitere Bestandteile des Ensembles: |
| 09066332 | Südwestkorso 15–17, 62–64 Laubacher Straße 15 Rheingaustraße 15 Taunusstraße 17–18 Wilhelmshöher Straße 14 (Lage)            | Mietshäuser Baudenkmale siehe: Südwestkorso 15; 15a; 16; 63; 63a; 64                                             | 09066336 – Südwestkorso 17 / Laubacher Straße 15, Mietshaus, 1909–1910 von Franz Hebold                   |                                     |
| 09066332 | Südwestkorso 15–17, 62–64 Laubacher Straße 15 Rheingaustraße 15 Taunusstraße 17–18 Wilhelmshöher Straße 14 (Lage)            | Mietshäuser Baudenkmale siehe: Südwestkorso 15; 15a; 16; 63; 63a; 64                                             | 09066337 – Südwestkorso 62 / Rheingaustraße 15, Mietshaus, 1910–1911 von Walter Neitzke                   |                                     |
| 09066332 | Südwestkorso 15–17, 62–64 Laubacher Straße 15 Rheingaustraße 15 Taunusstraße 17–18 Wilhelmshöher Straße 14 (Lage)            | Mietshäuser Baudenkmale siehe: Südwestkorso 15; 15a; 16; 63; 63a; 64                                             | 09066351 – Wilhelmshöher Straße 14, Mietshaus, 1911–1912 von Alfred Winker                                |                                     |

## Denkmalbereiche (Gesamtanlagen)
| Nr.      | Lage                                                                 | Offizielle Bezeichnung                                                         | Beschreibung                                                                                                   | Bild |
| -------- | -------------------------------------------------------------------- | ------------------------------------------------------------------------------ | --- | ---- |
| 09030136 | Bundesallee 79a–81 (Lage)                                            | Mietshäuser und Torbogen                                                       | Bundesallee 79a, 1910–1911 von Franz Steinbrucker und Anton Raubert                                            |      |
| 09030136 | Bundesallee 79a–81 (Lage)                                            | Mietshäuser und Torbogen                                                       | Bundesallee 81, 1910–1911 von Franz Steinbrucker und Anton Raubert                                             |      |
| 09030136 | Bundesallee 79a–81 (Lage)                                            | Mietshäuser und Torbogen                                                       | Torbogen |      |
| 09066179 | Bundesallee 86–88 Stubenrauchstraße 72 (Lage)                        | Werkstätten für Präzisions-Mechanik und Optik Carl Bamberg (Askaniawerke)      | Grundriss |      |
| 09066179 | Bundesallee 86–88 Stubenrauchstraße 72 (Lage)                        | Werkstätten für Präzisions-Mechanik und Optik Carl Bamberg (Askaniawerke)      | Werkstattgebäude: 1887–1888 von Kreuschmer & Co., 1915–1916 Aufstockung, im Grundriss Ziff. 11                 |      |
| 09066179 | Bundesallee 86–88 Stubenrauchstraße 72 (Lage)                        | Werkstätten für Präzisions-Mechanik und Optik Carl Bamberg (Askaniawerke)      | Mittelflügel 1915–1916 von Max Gronau, im Grundriss Ziff. 7                                                    |      |
| 09066179 | Bundesallee 86–88 Stubenrauchstraße 72 (Lage)                        | Werkstätten für Präzisions-Mechanik und Optik Carl Bamberg (Askaniawerke)      | Vorderhaus (Nr. 87 & 88) 1918–1919 von Hans Altmann                                                            |      |
| 09066179 | Bundesallee 86–88 Stubenrauchstraße 72 (Lage)                        | Werkstätten für Präzisions-Mechanik und Optik Carl Bamberg (Askaniawerke)      | Quergebäude: 1923–1924, im Grundriss Ziff. 7                                                                   |      |
| 09066179 | Bundesallee 86–88 Stubenrauchstraße 72 (Lage)                        | Werkstätten für Präzisions-Mechanik und Optik Carl Bamberg (Askaniawerke)      | Garagen, 1935, im Grundriss Ziff. 13                                                                           |      |
| 09066179 | Bundesallee 86–88 Stubenrauchstraße 72 (Lage)                        | Werkstätten für Präzisions-Mechanik und Optik Carl Bamberg (Askaniawerke)      | Laborgebäude (Stubenrauchstraße 72), 1935–1936, im Grundriss Ziff. 5                                           |      |
| 09066179 | Bundesallee 86–88 Stubenrauchstraße 72 (Lage)                        | Werkstätten für Präzisions-Mechanik und Optik Carl Bamberg (Askaniawerke)      | Vorderhaus (Nr. 86), 1936–1937                                                                                 |      |
| 09066179 | Bundesallee 86–88 Stubenrauchstraße 72 (Lage)                        | Teilverlust: Schuppen                                                          | Abriss eines Schuppens auf dem südlichsten Gewerbehof                                                          |      |
| 09030139 | Dickhardtstraße 11–13 (Lage)                                         | Reihenhäuser                                                                   | 1890–1891 von H. Franzke                                                                                       |      |
| 09066198 | Friedrich-Wilhelm-Platz 11 Schmargendorfer Straße 18–19 (Lage)       | Landhäuser                                                                     | Landhaus Friedrich-Wilhelm-Platz 11, 1884 von Otto Hoffmann                                                    |      |
| 09066198 | Friedrich-Wilhelm-Platz 11 Schmargendorfer Straße 18–19 (Lage)       | Landhäuser                                                                     | Kutscherhaus mit Stall und Remise, 1884 von Otto Hoffmann                                                      |      |
| 09066198 | Friedrich-Wilhelm-Platz 11 Schmargendorfer Straße 18–19 (Lage)       | Landhäuser                                                                     | Landhaus Schmargendorfer Straße 18–19, 1884 von Otto Hoffmann                                                  |      |
| 09066198 | Friedrich-Wilhelm-Platz 11 Schmargendorfer Straße 18–19 (Lage)       | Landhäuser                                                                     | Seitenflügel, 1911 Erweiterung von Otto Hoffmann.                                                              |      |
| 09066198 | Friedrich-Wilhelm-Platz 11 Schmargendorfer Straße 18–19 (Lage)       | Landhäuser                                                                     | Küchenflügel, 1911 Erweiterung von Otto Hoffmann.                                                              |      |
| 09066204 | Goßlerstraße 13–15 Rheingaustraße 7 Schwalbacher Straße 11–13 (Lage) | Königin-Luise-Lyzeum, Gemeindeschule Friedenau (heute: Paul-Natorp-Oberschule) | Paul-Natorp-Oberschule, 1910–1911 von Hans Altmann                                                             |      |
| 09066204 | Goßlerstraße 13–15 Rheingaustraße 7 Schwalbacher Straße 11–13 (Lage) | Königin-Luise-Lyzeum, Gemeindeschule Friedenau (heute: Paul-Natorp-Oberschule) | Stechlinsee-Grundschule, 2. Gemeindeschule Friedenau, 1904–1906 von Johannes Duntz.                            |      |
| 09066204 | Goßlerstraße 13–15 Rheingaustraße 7 Schwalbacher Straße 11–13 (Lage) | Königin-Luise-Lyzeum, Gemeindeschule Friedenau (heute: Paul-Natorp-Oberschule) | Turnhalle, 1904–1906 von Johannes Duntz.                                                                       |      |
| 09030147 | Goßlerstraße 24, 25 (Lage)                                           | Mietshäuser                                                                    | Goßlerstraße 24, 1908–1909 von Franz Steinbrucker und Anton Raubert                                            |      |
| 09030147 | Goßlerstraße 24, 25 (Lage)                                           | Mietshäuser                                                                    | Goßlerstraße 25, 1908–1909 von Franz Steinbrucker und Anton Raubert                                            |      |
| 09066241 | Laubacher Straße 22–27 Offenbacher Straße 5a (Lage)                  | 3. Gemeindeschule Friedenau                                                    | Südflügel, 1913–1914 von Hans Altmann                                                                          |      |
| 09066241 | Laubacher Straße 22–27 Offenbacher Straße 5a (Lage)                  | 3. Gemeindeschule Friedenau                                                    | Ostflügel, 1913–1914 von Hans Altmann                                                                          |      |
| 09066241 | Laubacher Straße 22–27 Offenbacher Straße 5a (Lage)                  | 3. Gemeindeschule Friedenau                                                    | Turngerätehaus                                                                                                 |      |
| 09066263 | Perelsplatz 5–9 (Lage)                                               | Gymnasium Friedenau (Friedrich-Bergius-Schule)                                 | 1901–1902 von Paul Engelmann und Erich Blunck                                                                  |      |
| 09066263 | Perelsplatz 5–9 (Lage)                                               | Gymnasium Friedenau (Friedrich-Bergius-Schule)                                 | Schuldirektorenwohnhaus, 1905–1906 von Johannes Duntz                                                          |      |
| 09066281 | Rheinstraße 44–46 Holsteinische Straße 39–42 (Lage)                  | Optische Anstalt C. P. Goerz                                                   | Wohnhaus und Fabrikgebäude, 1897–1898 von Waldemar Wendt und Paul Egeling; 1901 Erweiterung des Fabrikgebäudes |      |
| 09066281 | Rheinstraße 44–46 Holsteinische Straße 39–42 (Lage)                  | Optische Anstalt C. P. Goerz                                                   | Südlicher Seitenflügel; 1901                                                                                   |      |
| 09066281 | Rheinstraße 44–46 Holsteinische Straße 39–42 (Lage)                  | Optische Anstalt C. P. Goerz                                                   | Kraftwerk, 1901                                                                                                |      |
| 09066281 | Rheinstraße 44–46 Holsteinische Straße 39–42 (Lage)                  | Optische Anstalt C. P. Goerz                                                   | Nördlicher Seitenflügel und Quergebäude, 1905–1908 von Emil Schmidt                                            |      |
| 09066281 | Rheinstraße 44–46 Holsteinische Straße 39–42 (Lage)                  | Optische Anstalt C. P. Goerz                                                   | Verwaltungsgebäude von P. Mitternacht (Fassade) und Albert Paeseler (Grundriss) von 1912–1914                  |      |
| 09066281 | Rheinstraße 44–46 Holsteinische Straße 39–42 (Lage)                  | Optische Anstalt C. P. Goerz                                                   | Werkstattanbau, 1913 von Albert Paeseler                                                                       |      |
| 09066281 | Rheinstraße 44–46 Holsteinische Straße 39–42 (Lage)                  | Optische Anstalt C. P. Goerz                                                   | Stahlskelett-Turmbau mit Terrasse und Kranausleger, 1915                                                       |      |
| 09066281 | Rheinstraße 44–46 Holsteinische Straße 39–42 (Lage)                  | Optische Anstalt C. P. Goerz                                                   | Verwaltungsgebäude Holsteinische Straße 40–42                                                                  |      |
| 09066281 | Rheinstraße 44–46 Holsteinische Straße 39–42 (Lage)                  | Optische Anstalt C. P. Goerz                                                   | Quergebäude Rheinstraße 45–46                                                                                  |      |
| 09012524 | Schmargendorfer Straße 26 (Lage)                                     | Wohn- und Atelierhaus Hallatz                                                  | Wohn- und Atelierhaus, 1884 von Wilhelm Kerbs                                                                  |      |
| 09012524 | Schmargendorfer Straße 26 (Lage)                                     | Wohn- und Atelierhaus Hallatz                                                  | Mietshaus, 1902 von Otto Hoffmann                                                                              |      |

## Baudenkmale
| Nr.      | Lage                                                                                      | Offizielle Bezeichnung                                                                                 | Beschreibung | Bild                                  |
| -------- | ----------------------------------------------------------------------------------------- | --- | --- | ------------------------------------- |
| 09066170 | Albestraße 5 (Lage)                                                                       | Wohnhaus                                                                                               | 1885 von W. Spieß |                                       |
| 09066171 | Albestraße 19 (Lage)                                                                      | Mietshaus mit Vorgarteneinfriedung                                                                     | 1892–1893 von James Ruhemann |                                       |
| 09066172 | Albestraße 20 (Lage)                                                                      | Mietshaus mit Vorgarteneinfriedung                                                                     | 1892–1893 von James Ruhemann |                                       |
| 09066173 | Albestraße 24 (Lage)                                                                      | Landhaus                                                                                               | 1888 von Otto Hoffmann |                                       |
| 09066174 | Albestraße 30 (Lage)                                                                      | Mietshaus mit Vorgarteneinfriedung                                                                     | 1891–1892 von Richard Draeger |                                       |
| 09066175 | Bennigsenstraße 23–24 (Lage)                                                              | Fabrikgebäude mit Vorgarteneinfriedung                                                                 | 1904–1905 von Peter Vogler |                                       |
| 09066176 | Breslauer Platz (Lage)                                                                    | Kiosk, Wartehäuschen, Bedürfnisanstalt                                                                 | 1929 von Heinz Lassen |                                       |
| 09066177 | Bundesallee 67 Mainauer Straße 1 (Lage)                                                   | Mietshaus                                                                                              | 1907–1908 von Franz Seek |                                       |
| 09066178 | Bundesallee 76–76a Goßlerstraße 30 (Lage)                                                 | Pfarrhaus                                                                                              | Bundesallee, 1911–1913 von Hans Altmann |                                       |
| 09066178 | Bundesallee 76–76a Goßlerstraße 30 (Lage)                                                 | Pfarrhaus                                                                                              | Goßlerstraße 30 |                                       |
| 09066180 | Bundesallee 104 Rheinstraße 39 (Lage)                                                     | Konfektionshaus Ebbinghaus                                                                             | 1962 von Hans Schaefers, beherbergt derzeit einen Biomarkt und Ärztehaus | Ehemaliges Konfektionshaus Ebbinghaus |
| 09066180 | Bundesallee 104 Rheinstraße 39 (Lage)                                                     | Denkmalverlust: Parkdeck                                                                               | 1962 von Hans Schaefers; 2006 Abriss von Parkdeck und Rampe für Ärztehaus |                                       |
| 09066181 | Bundesallee 129 (Lage)                                                                    | Mietshaus                                                                                              | 1892 von R. Miethe |                                       |
| 09066182 | Bundesallee 139 Sieglindestraße 5 (Lage)                                                  | Mietshaus                                                                                              | 1906 von Fritz Schönknecht |                                       |
| 09066753 | Dickhardtstraße 2 (Lage)                                                                  | Mietshaus                                                                                              | 1909–1910 von Oscar Haustein |                                       |
| 09066184 | Dickhardtstraße 4 (Lage)                                                                  | Mietshaus mit Vorgarteneinfriedung                                                                     | 1902–1903 von Gustav Grassmann |                                       |
| 09066184 | Dickhardtstraße 4 (Lage)                                                                  | Mietshaus mit Vorgarteneinfriedung                                                                     | Vorgarteneinfriedung |                                       |
| 09066185 | Dickhardtstraße 5 (Lage)                                                                  | Mietshaus                                                                                              | 1903 von Oscar Haustein | Straßenfassade Dickhardtstraße 5      |
| 09031278 | Dickhardtstraße 7–8 Moselstraße 7–8 (Lage)                                                | Mietshaus                                                                                              | 1895–1896 von Oscar Haustein |                                       |
| 09066186 | Dickhardtstraße 30 (Lage)                                                                 | Wohnhaus                                                                                               | 1904–1905 von Hans Bernoulli |                                       |
| 09066187 | Dickhardtstraße 42–43 Saarstraße 7 (Lage)                                                 | Mietshaus                                                                                              | 1909–1910 von Richard Preuß |                                       |
| 09066188 | Dickhardtstraße 56 (Lage)                                                                 | Mietshaus mit Vorgarteneinfriedung                                                                     | 1904–1905 von A. Colosser |                                       |
| 09066188 | Dickhardtstraße 56 (Lage)                                                                 | Mietshaus mit Vorgarteneinfriedung                                                                     | Vorgarteneinfriedung |                                       |
| 09066189 | Elsastraße 5 Ortrudstraße 4 (Lage)                                                        | Mietshaus                                                                                              | 1909 von Fritz Hensler |                                       |
| 09066190 | Eschenstraße 2 (Lage)                                                                     | Mietshaus                                                                                              | 1905 von Josef Becker |                                       |
| 09066191 | Eschenstraße 6 (Lage)                                                                     | Mietshaus                                                                                              | 1905 von Josef Becker |                                       |
| 09066192 | Eschenstraße 7 (Lage)                                                                     | Mietshaus                                                                                              | 1905 von Josef Becker |                                       |
| 09066193 | Fehlerstraße 7 Stubenrauchstraße 42 (Lage)                                                | Mietshaus                                                                                              | 1900–1901 von Hans Hoebke |                                       |
| 09066194 | Fehlerstraße 11 (Lage)                                                                    | Mietshaus                                                                                              | 1927–1928 von Bernhard Knoll |                                       |
| 09066195 | Fregestraße 7–7a (Lage)                                                                   | Mietshaus                                                                                              | 1910 von Wilhelm Tillack |                                       |
| 09066196 | Friedrich-Wilhelm-Platz (Lage)                                                            | Ev. Kirche Zum Guten Hirten                                                                            | 1891–1894 von Carl Doflein |                                       |
| 09030144 | Friedrich-Wilhelm-Platz 8 Goßlerstraße 1 (Lage)                                           | Landhaus Kunow Bestandteil des Ensembles: Friedrich-Wilhelm-Platz                                      | 1889–1890 von P. Kunow |                                       |
| 09066197 | Friedrich-Wilhelm-Platz 9 Bundesallee 130 Schmiljanstraße 1 (Lage)                        | Mietshaus                                                                                              | 1892–1893 von R. Miethe |                                       |
| 09066199 | Friedrich-Wilhelm-Platz 12 (Lage)                                                         | Landhaus                                                                                               | 1884 von Max Nagel |                                       |
| 09066200 | Friedrich-Wilhelm-Platz 13 Niedstraße 23 (Lage)                                           | Mietshaus                                                                                              | 1891 von P. Fischer |                                       |
| 09066201 | Friedrich-Wilhelm-Platz 14 Niedstraße 22 (Lage)                                           | Mietshaus                                                                                              | 1911 von Johannes Schuster |                                       |
| 09040051 | Görresstraße 21 (Lage)                                                                    | „Pählchen´sches Haus“ Bestandteil des Ensembles: Görresstraße                                          | Landhaus, 1893 von H. Pählchen |                                       |
| 09040051 | Görresstraße 21 (Lage)                                                                    | „Pählchen´sches Haus“ Bestandteil des Ensembles: Görresstraße                                          | Ateliergebäude, 1900 von Otto Rehnig |                                       |
| 09040051 | Görresstraße 21 (Lage)                                                                    | „Pählchen´sches Haus“ Bestandteil des Ensembles: Görresstraße                                          | Atelierschuppen, 1900–1901 |                                       |
| 09040052 | Görresstraße 23 (Lage)                                                                    | Fuhrhof Pählchen Bestandteil des Ensembles: Görresstraße                                               | Ehem. Müllabfuhr, 1892–1893 von James Ruhemann |                                       |
| 09040052 | Görresstraße 23 (Lage)                                                                    | Fuhrhof Pählchen Bestandteil des Ensembles: Görresstraße                                               | Garage, 1939 von August Simon |                                       |
| 09030145 | Goßlerstraße 2 (Lage)                                                                     | Landhaus Bestandteil des Ensembles: Friedrich-Wilhelm-Platz                                            | 1888–1890 von Otto Hoffmann |                                       |
| 09045281 | Goßlerstraße 3 (Lage)                                                                     | Haus Dihm Bestandteil des Ensembles: Friedrich-Wilhelm-Platz                                           | 1888–1889 von Ludwig Dihm |                                       |
| 09066202 | Goßlerstraße 8 (Lage)                                                                     | Mietshaus                                                                                              | 1891 von Richard Draeger |                                       |
| 09066203 | Goßlerstraße 12 (Lage)                                                                    | Landhaus                                                                                               | 1901–1902 von H. Klitscher |                                       |
| 09066205 | Hähnelstraße 1 Lauterstraße 37 (Lage)                                                     | Mietshaus                                                                                              | 1891–1892 von Emil Rösler |                                       |
| 09066206 | Hähnelstraße 7 (Lage)                                                                     | Mietshaus Bestandteil des Ensembles: Hähnelstraße                                                      | 1910 von Otto Jäckel |                                       |
| 09066207 | Hähnelstraße 8 (Lage)                                                                     | Mietshaus Bestandteil des Ensembles: Hähnelstraße                                                      | 1908 von Eugen Freier |                                       |
| 09066211 | Hähnelstraße 14 (Lage)                                                                    | Mietshaus Bestandteil des Ensembles: Hähnelstraße                                                      | 1910–1911 von Max Traeger |                                       |
| 09066212 | Hähnelstraße 15 (Lage)                                                                    | Mietshaus Bestandteil des Ensembles: Hähnelstraße                                                      | 1910–1911 von Großkopf & Schulz |                                       |
| 09066214 | Handjerystraße 18 (Lage)                                                                  | Landhaus                                                                                               | 1885 von Max Nagel |                                       |
| 09066215 | Handjerystraße 21 (Lage)                                                                  | Landhaus                                                                                               | 1886 von Max Nagel |                                       |
| 09066216 | Handjerystraße 22 Albestraße 9 (Lage)                                                     | Mietshaus                                                                                              | 1887–1888 von A. Müller |                                       |
| 09066217 | Handjerystraße 24 (Lage)                                                                  | Mietshaus                                                                                              | 1910–1911 von Fr. Schulz-Heikenkopf |                                       |
| 09066218 | Handjerystraße 33–36 Schmargendorfer Straße 27–29 (Lage)                                  | Postamt 410                                                                                            | 1915–1920 von Ludwig Meyer |                                       |
| 09066218 | Handjerystraße 33–36 Schmargendorfer Straße 27–29 (Lage)                                  | Postamt 410                                                                                            | Hofbauten, 1930–1935 von Robert Gaedicke |                                       |
| 09066219 | Handjerystraße 38 (Lage)                                                                  | Mietshaus                                                                                              | 1910–1911 von E. Kreuschmer |                                       |
| 09066220 | Handjerystraße 42–43 Schmiljanstraße 21 (Lage)                                            | Mietshaus                                                                                              | 1908 von Klitscher & Afdring |                                       |
| 09066221 | Handjerystraße 44–45 Schmiljanstraße 11 (Lage)                                            | Verwaltungsgebäude                                                                                     | 1956–1958 von Robert Schöffler |                                       |
| 09066222 | Handjerystraße 47 (Lage)                                                                  | Landhaus                                                                                               | 1887 von Max Nagel |                                       |
| 09066223 | Handjerystraße 65 Schmiljanstraße 12 (Lage)                                               | Mietshaus                                                                                              | 1893 von James Ruhemann |                                       |
| 09066224 | Handjerystraße 70 (Lage)                                                                  | Landhaus                                                                                               | 1885–1887 von H. Franzke |                                       |
| 09066225 | Handjerystraße 71 (Lage)                                                                  | Mietshaus                                                                                              | 1888, 1891–1892 von H. Franzke |                                       |
| 09066226 | Handjerystraße 72 (Lage)                                                                  | Mietshaus                                                                                              | 1892–1896 von James Ruhemann |                                       |
| 09066227 | Handjerystraße 82–83 Niedstraße 10–11 (Lage)                                              | Mietshaus                                                                                              | 1889 von Eduard Götze |                                       |
| 09066228 | Handjerystraße 87–88 Albestraße 8 (Lage)                                                  | Tiele-Winckler-Haus, Landhäuser                                                                        | Handjerystraße 87, 1885–1886 von Max Nagel |                                       |
| 09066228 | Handjerystraße 87–88 Albestraße 8 (Lage)                                                  | Tiele-Winckler-Haus, Landhäuser                                                                        | Handjerystraße 88 |                                       |
| 09066229 | Handjerystraße 89 (Lage)                                                                  | Mietshaus                                                                                              | 1888 von G. Luedecke |                                       |
| 09066213 | Handjerystraße 98–99 (Lage)                                                               | Kleingleichrichterwerk auf dem Güterbahnhof Wilmersdorf                                                | 1927–1928 von Richard Brademann |                                       |
| 09030151 | Hauptstraße 70 Hähnelstraße 10 (Lage)                                                     | Mietshaus Bestandteil des Ensembles: Hähnelstraße                                                      | 1908 von Max H. Grunwald |                                       |
| 09066230 | Hauptstraße 71 (Lage)                                                                     | Mietshaus Bestandteil des Ensembles: Hähnelstraße                                                      | 1909 von Paul Reinhardt |                                       |
| 09066231 | Hauptstraße 72 (Lage)                                                                     | Mietshaus Bestandteil des Ensembles: Hähnelstraße                                                      | 1909 von Paul Reinhardt |                                       |
| 09066232 | Hauptstraße 73 (Lage)                                                                     | Mietshaus Bestandteil des Ensembles: Hähnelstraße                                                      | 1908–1909 von Paul Reinhardt |                                       |
| 09066234 | Hauptstraße 76 Stierstraße 1 (Lage)                                                       | Mietshaus                                                                                              | 1907–1908 von Paul Meyer |                                       |
| 09066235 | Hauptstraße 77 Stierstraße 22 (Lage)                                                      | Mietshaus                                                                                              | 1902 von Franz Fedler |                                       |
| 09066236 | Hauptstraße 78–79 (Lage)                                                                  | Kino Roxy-Palast                                                                                       | 1929 von Martin Punitzer |                                       |
| 09066236 | Hauptstraße 78–79 (Lage)                                                                  | Kino Roxy-Palast                                                                                       | Kinosaal |                                       |
| 09066237 | Hedwigstraße 18–19 Rheinstraße 66 (Lage)                                                  | Landhaus Karig                                                                                         | Wohn- und Geschäftshaus, 1886 von Max Nagel. |                                       |
| 09066237 | Hedwigstraße 18–19 Rheinstraße 66 (Lage)                                                  | Landhaus Karig                                                                                         | Stall |                                       |
| 09066238 | Hertelstraße 2 (Lage)                                                                     | Mietshaus mit Vorgarteneinfriedung                                                                     | 1907–1908 von Max Heinrich |                                       |
| 09066238 | Hertelstraße 2 (Lage)                                                                     | Mietshaus mit Vorgarteneinfriedung                                                                     | Vorgarteneinfriedung |                                       |
| 09066239 | Isoldestraße 2 (Lage)                                                                     | Mietshaus                                                                                              | 1906–1907 von Ladislaus Nowak |                                       |
| 09066240 | Isoldestraße 9 (Lage)                                                                     | Mietshaus mit Vorgarteneinfriedung                                                                     | 1905–1907 von Ladislaus Nowak |                                       |
| 09066240 | Isoldestraße 9 (Lage)                                                                     | Mietshaus mit Vorgarteneinfriedung                                                                     | Vorgarteneinfriedung |                                       |
| 09066242 | Lauterstraße 14–15 Niedstraße 40–41 (Lage)                                                | Mietshaus                                                                                              | 1901–1902 von A. Schneider |                                       |
| 09066243 | Lauterstraße 33 (Lage)                                                                    | Mietshaus                                                                                              | 1886 von A. Handke |                                       |
| 09066244 | Lefèvrestraße 9 (Lage)                                                                    | Mietshaus                                                                                              | 1909–1910 von F. A. Domscheit |                                       |
| 09066245 | Lefèvrestraße 24 (Lage)                                                                   | Mietshaus                                                                                              | 1907–1908 von Emil Gericke |                                       |
| 09066246 | Mainauer Straße 2 (Lage)                                                                  | Rheingau-Klinik                                                                                        | Mietshaus und Klinik 1909–1913 von Carl Dittmar |                                       |
| 09066246 | Mainauer Straße 2 (Lage)                                                                  | Rheingau-Klinik                                                                                        | ehem. Villa, um 1890 (später in Klinik integriert) |                                       |
| 09066246 | Mainauer Straße 2 (Lage)                                                                  | Rheingau-Klinik                                                                                        | Seitenflügel Klinik |                                       |
| 09066248 | Mainauer Straße 7 Görresstraße 30 Südwestkorso 70 (Lage)                                  | Mietshaus Bestandteil des Ensembles: Mainauer Straße                                                   | um 1905 |                                       |
| 09066249 | Mainauer Straße 8 (Lage)                                                                  | Mietshaus Bestandteil des Ensembles: Mainauer Straße                                                   | 1908–1909 von Leberecht Thon |                                       |
| 09066250 | Mainauer Straße 9 (Lage)                                                                  | Mietshaus Bestandteil des Ensembles: Mainauer Straße                                                   | 1909 von Heinrich Manglus |                                       |
| 09066251 | Moselstraße 1–2 Saarstraße 21 (Lage)                                                      | Mietshaus Bestandteil des Ensembles: Rheinstraße 17–20…                                                | 1903–1904 von Otto Hausherr |                                       |
| 09031275 | Moselstraße 5 (Lage)                                                                      | Mietshaus                                                                                              | 1898 von E. Kreuschmer (siehe auch Gartendenkmal Vorgarten) |                                       |
| 09031275 | Moselstraße 5 (Lage)                                                                      | Mietshaus                                                                                              | ehem. Roenneberg-Schule im Seitenflügel |                                       |
| 09031275 | Moselstraße 5 (Lage)                                                                      | Mietshaus                                                                                              | Einfriedung und Gerüst |                                       |
| 09066751 | Moselstraße 12 (Lage)                                                                     | Mietshaus                                                                                              | 1876–1877 |                                       |
| 09066751 | Moselstraße 12 (Lage)                                                                     | Mietshaus                                                                                              | Garagen |                                       |
| 09066751 | Moselstraße 12 (Lage)                                                                     | Mietshaus                                                                                              | Ladengeschäft |                                       |
| 09066252 | Niedstraße 1–2 Rheinstraße 1 Lauterstraße 19–20 (Lage)                                    | Rathaus Friedenau                                                                                      | 1914–1917 von Hans Altmann |                                       |
| 09066253 | Niedstraße 4 (Lage)                                                                       | Mietshaus                                                                                              | 1899 von R. Lange |                                       |
| 09031274 | Niedstraße 5 (Lage)                                                                       | Mietshaus mit Tiefgarage                                                                               | 1935 von Hermann Mohr In diesem Haus befand sich zwischen 1928 und 1985 das Büro von Elfriede Mechnig, der Sekretärin von Erich Kästner, mit Schild „Dr. Erich Kästner“ an der Haustür |                                       |
| 09031274 | Niedstraße 5 (Lage)                                                                       | Mietshaus mit Tiefgarage                                                                               | Tiefgarage |                                       |
| 09066254 | Niedstraße 13 (Lage)                                                                      | Landhaus                                                                                               | 1882 von Max Nagel In diesem Haus wohnte Günter Grass von 1963 bis 1996. |                                       |
| 09066255 | Niedstraße 17 (Lage)                                                                      | Landhaus                                                                                               | 1884 von Max Nagel |                                       |
| 09066256 | Niedstraße 18 (Lage)                                                                      | Landhaus                                                                                               | 1885 von Max Nagel, 1898 von Oscar Haustein erweitert |                                       |
| 09066257 | Niedstraße 20 (Lage)                                                                      | Landhaus                                                                                               | 1886 von Robert Hoffmann |                                       |
| 09066258 | Niedstraße 24 (Lage)                                                                      | Landhaus                                                                                               | 1889 von Max Nagel, 1905 von F. Krüger |                                       |
| 09066259 | Niedstraße 30 (Lage)                                                                      | Landhaus                                                                                               | 1882 von J. Mehmel |                                       |
| 09066259 | Niedstraße 30 (Lage)                                                                      | Landhaus                                                                                               | Remise |                                       |
| 09066260 | Niedstraße 32 (Lage)                                                                      | Mietshaus                                                                                              | 1890 von Ewald Götze |                                       |
| 09066261 | Niedstraße 39 (Lage)                                                                      | Mietshaus                                                                                              | 1888–1889 von Max Nagel |                                       |
| 09066262 | Perelsplatz (Lage)                                                                        | Bedürfnisanstalt                                                                                       | 1909 von Hans Altmann |                                       |
| 09066264 | Perelsplatz 12 (Lage)                                                                     | Landhaus                                                                                               | 1886 von Max Nagel |                                       |
| 09066264 | Perelsplatz 12 (Lage)                                                                     | Landhaus                                                                                               | Werkstattgebäude |                                       |
| 09066265 | Perelsplatz 13 (Lage)                                                                     | Landhaus                                                                                               | 1888 von H. Franzke |                                       |
| 09066266 | Perelsplatz 16 (Lage)                                                                     | Mietshaus                                                                                              | 1893–1894 von Carl Sack (siehe auch Gartendenkmal Vorgarten) |                                       |
| 09066266 | Perelsplatz 16 (Lage)                                                                     | Mietshaus                                                                                              | Seitenflügelanbau |                                       |
| 09040307 | Perelsplatz 17 (Lage)                                                                     | Mietshaus                                                                                              | 1890 von H. Pählchen |                                       |
| 09040307 | Perelsplatz 17 (Lage)                                                                     | Mietshaus                                                                                              | Vorgarten |                                       |
| 09066267 | Rheingaustraße 19 (Lage)                                                                  | Mietshaus                                                                                              | 1910 von Heinrich Möller |                                       |
| 09066268 | Rheingaustraße 22 Schwalbacher Straße 8 (Lage)                                            | Mietshaus                                                                                              | 1910–1911 von Schüler & Montag |                                       |
| 09066269 | Rheinstraße 9 (Lage)                                                                      | Badeanstalt der Allgemeinen Ortskrankenkasse Berlin Schöneberg (Anbau am Seitenflügel des Mietshauses) | 1924–1925 von Hans Altmann |                                       |
| 09066270 | Rheinstraße 10 (Lage)                                                                     | Mietshaus                                                                                              | 1896 von Emil Rösler |                                       |
| 09066271 | Rheinstraße 11 (Lage)                                                                     | Mietshaus                                                                                              | 1896 von Emil Rösler (siehe auch Gartendenkmal Innenhof) |                                       |
| 09066273 | Rheinstraße 17 (Lage)                                                                     | Mietshaus Bestandteil des Ensembles: Rheinstraße 17–20…                                                | 1893 von H. Pählchen |                                       |
| 09066274 | Rheinstraße 18 Schmiljanstraße 17 (Lage)                                                  | Mietshaus Bestandteil des Ensembles: Rheinstraße 17–20…                                                | 1893–1894 von H. Pählchen |                                       |
| 09066275 | Rheinstraße 19 Schmiljanstraße 16 (Lage)                                                  | Mietshaus Bestandteil des Ensembles: Rheinstraße 17–20…                                                | 1891 von H. Pählchen |                                       |
| 09066278 | Rheinstraße 34 (Lage)                                                                     | Mietshaus Bestandteil des Ensembles: Rheinstraße 32–35                                                 | 1904–1905 von Theodor Thöns |                                       |
| 09066282 | Rheinstraße 50 (Lage)                                                                     | Mietshaus                                                                                              | 1901 von Otto Berheine |                                       |
| 09066283 | Rheinstraße 55 Moselstraße 13 (Lage)                                                      | Mietshaus Bestandteil des Ensembles: Rheinstraße 17–20…                                                | 1896 von James Ruhemann |                                       |
| 09066285 | Roennebergstraße 4 (Lage)                                                                 | Mietshaus Bestandteil des Ensembles: Roennebergstraße                                                  | 1901–1902 von James Ruhemann |                                       |
| 09066295 | Saarstraße 8 (Lage)                                                                       | Mietshaus                                                                                              | 1908–1909 von Karl Kremser und Albert Weber |                                       |
| 09066296 | Saarstraße 14 (Lage)                                                                      | Landhaus                                                                                               | 1884 von W. Spieß |                                       |
| 09066297 | Sarrazinstraße 11–15 (Lage)                                                               | Verwaltungsgebäude                                                                                     | 1939 von Fritz Fuß und Cornelius van der Hoeven |                                       |
| 09066298 | Sarrazinstraße 19 (Lage)                                                                  | Landhaus                                                                                               | 1887 von Max Trappe |                                       |
| 09066299 | Schmargendorfer Straße 14 (Lage)                                                          | Landhaus Bauer                                                                                         | 1882–1883 von Franz Dreßler |                                       |
| 09066300 | Schmargendorfer Straße 15 (Lage)                                                          | Landhaus                                                                                               | 1882 von Max Nagel, 1901 Umbau des Obergeschosses von E. Kreuschmer |                                       |
| 09066301 | Schmargendorfer Straße 16 (Lage)                                                          | Landhaus                                                                                               | 1882–1883 von Franz Dreßler |                                       |
| 09066302 | Schmargendorfer Straße 21 (Lage)                                                          | Mietshaus                                                                                              | 1891–1893 von Wilhelm Bröse |                                       |
| 09066303 | Schmargendorfer Straße 22 (Lage)                                                          | Landhaus                                                                                               | 1888–1889 von Otto Hoffmann |                                       |
| 09066304 | Schmargendorfer Straße 24–25a (Lage)                                                      | Landhäuser und ehem. Schulgebäude                                                                      | Haus Dr. Lorenz (Nr. 25a), 1882 von Max Nagel |                                       |
| 09066304 | Schmargendorfer Straße 24–25a (Lage)                                                      | Landhäuser und ehem. Schulgebäude                                                                      | Haus Dr. Bach (Nr. 24), 1884 von Otto Hoffmann |                                       |
| 09066304 | Schmargendorfer Straße 24–25a (Lage)                                                      | Landhäuser und ehem. Schulgebäude                                                                      | ehem. Schulgebäude (Nr. 25), 1900 von Otto Hoffmann |                                       |
| 09066305 | Schmiljanstraße 2 (Lage)                                                                  | Mietshaus                                                                                              | 1892 von R. Miethe |                                       |
| 09066306 | Schmiljanstraße 3 (Lage)                                                                  | Mietshaus                                                                                              | 1892 von R. Miethe |                                       |
| 09066307 | Schmiljanstraße 5 (Lage)                                                                  | Mietshaus                                                                                              | 1910–1911 von W. und P. Kind |                                       |
| 09045123 | Schnackenburgstraße 3 (Lage)                                                              | Mietshaus                                                                                              | 1888–1889 von A. Westphal |                                       |
| 09066308 | Schnackenburgstraße 4 (Lage)                                                              | Landhaus                                                                                               | 1886 von E. Kreuschmer |                                       |
| 09066308 | Schnackenburgstraße 4 (Lage)                                                              | Landhaus                                                                                               | Werkstattgebäude, 1901 von R. Lange |                                       |
| 09066309 | Schnackenburgstraße 9–10 Handjerystraße 90 (Lage)                                         | Mietshaus                                                                                              | 1890–1892 von Otto Bauer |                                       |
| 09066310 | Schnackenburgstraße 11 (Lage)                                                             | Mietshaus                                                                                              | 1896 von Oscar Haustein |                                       |
| 09066311 | Schwalbacher Straße 3–4 Homuthstraße 1–5 Rheingaustraße 9 Wiesbadener Straße 80–81 (Lage) | Realgymnasium Friedenau (Rheingau-Oberschule)                                                          | 1908–1910 von Hans Altmann |                                       |
| 09066312 | Schwalbacher Straße 10 (Lage)                                                             | Mietshaus                                                                                              | 1909 von Max Heinrich und Richard Zwicker |                                       |
| 09066313 | Sentastraße 6 Bundesallee 138 (Lage)                                                      | Doppelmietshaus                                                                                        | 1906 von Hugo Merckens |                                       |
| 09066314 | Stubenrauchstraße 3 ()                                                                    | Mietshaus                                                                                              | 1908 von Franz Steinbrucker und Anton Raubert |                                       |
| 09066315 | Stubenrauchstraße 5 ()                                                                    | Mietshaus                                                                                              | 1899–1900 von F. und H. Wessel |                                       |
| 09066315 | Stubenrauchstraße 5 ()                                                                    | Mietshaus                                                                                              | Einfriedung |                                       |
| 09066316 | Stubenrauchstraße 7 ()                                                                    | Landhaus                                                                                               | 1891 von E. Kreuschmer |                                       |
| 09066317 | Stubenrauchstraße 43–45 ()                                                                | Friedhof Schöneberg III, Friedhofskapelle                                                              | 1888–1889 von W. Spieß (siehe auch Gartendenkmal Friedhof Schöneberg III) |                                       |
| 09066318 | Stubenrauchstraße 43–45 ()                                                                | Friedhof Schöneberg III, Urnenhalle                                                                    | 1914–1916 von Hans Altmann (siehe auch Gartendenkmal Friedhof Schöneberg III) |                                       |
| 09066319 | Stubenrauchstraße 48 ()                                                                   | Mietshaus                                                                                              | 1910 von Otto Völker |                                       |
| 09066320 | Stubenrauchstraße 49 ()                                                                   | Mietshaus                                                                                              | 1910–1911 von Paul Jatzow |                                       |
| 09066321 | Stubenrauchstraße 59 ()                                                                   | Mietshaus                                                                                              | 1905 von Rein & Haak |                                       |
| 09066322 | Südwestkorso Rheingaustraße Wilhelmshöher Straße (Lage)                                   | Kiosk, Bedürfnisanstalt                                                                                | 1920 von Hans Altmann |                                       |
| 09066323 | Südwestkorso 11 Offenbacher Straße 30 (Lage)                                              | Mietshaus Bestandteil des Ensembles: Südwestkorso 11–12A…                                              | Südwestkorso 11, 1910 von Max Traeger |                                       |
| 09066323 | Südwestkorso 11 Offenbacher Straße 30 (Lage)                                              | Mietshaus Bestandteil des Ensembles: Südwestkorso 11–12A…                                              | Offenbacher Straße 30 |                                       |
| 09066328 | Südwestkorso 12–12a Deidesheimer Straße 29 (Lage)                                         | Mietshaus Bestandteil des Ensembles: Südwestkorso 11–12A…                                              | 1909–1910 Alfred Lowitzki |                                       |
| 09066333 | Südwestkorso 15 Taunusstraße 17 (Lage)                                                    | Mietshaus Bestandteil des Ensembles: Südwestkorso 15–17…                                               | 1909 von Franz Hebold |                                       |
| 09066334 | Südwestkorso 15a (Lage)                                                                   | Mietshaus Bestandteil des Ensembles: Südwestkorso 15–17…                                               | 1909–1910 von Franz Hebold |                                       |
| 09066335 | Südwestkorso 16 (Lage)                                                                    | Mietshaus Bestandteil des Ensembles: Südwestkorso 15–17…                                               | 1909–1910 von Franz Hebold |                                       |
| 09066338 | Südwestkorso 63 (Lage)                                                                    | Mietshaus Bestandteil des Ensembles: Südwestkorso 15–17…                                               | 1910–1911 von Willi Wanderscheck |                                       |
| 09066339 | Südwestkorso 63a (Lage)                                                                   | Mietshaus Bestandteil des Ensembles: Südwestkorso 15–17…                                               | 1910–1911 von Willibald Kübler |                                       |
| 09066340 | Südwestkorso 64 (Lage)                                                                    | Mietshaus Bestandteil des Ensembles: Südwestkorso 15–17…                                               | 1910–1911 von Franz Helding |                                       |
| 09066341 | Südwestkorso 65 Taunusstraße 10 (Lage)                                                    | Mietshaus Bestandteil des Ensembles: Südwestkorso 11–12A…                                              | 1910–1911 von Hermann Völcker |                                       |
| 09066343 | Südwestkorso 66 (Lage)                                                                    | Mietshaus Bestandteil des Ensembles: Südwestkorso 11–12A…                                              | 1909–1910 von Franz Helding |                                       |
| 09066346 | Südwestkorso 69 Stubenrauchstraße 46 (Lage)                                               | Mietshaus Bestandteil des Ensembles: Südwestkorso 11–12A…                                              | 1909–1910 von Leberecht Thon und Paul Jatzow |                                       |
| 09066347 | Südwestkorso 74 (Lage)                                                                    | Mietshaus Bestandteil des Ensembles: Südwestkorso 1-4...                                               | 1907–1908 von Emil Schaudt |                                       |
| 09066349 | Taunusstraße 29 (Lage)                                                                    | Mietshaus                                                                                              | 1906–1907 von Ferdinand Lante |                                       |
| 09066350 | Wiesbadener Straße 83 Rotdornstraße 1 (Lage)                                              | Mietshaus                                                                                              | 1905 von Paul Schröder |                                       |
| 09066293 | Wiesbadener Straße 84 Rotdornstraße 9 (Lage)                                              | Mietshaus                                                                                              | 1904–1905 von Paul Schröder |                                       |
| 09030146 | Wiesbadener Straße 89 (Lage)                                                              | Landhaus Bestandteil des Ensembles: Friedrich-Wilhelm-Platz                                            | 1888–1890 von Otto Hoffmann |                                       |
| 09066352 | Wilhelmshöher Straße 17–20 (Lage)                                                         | Einküchenhäuser                                                                                        | Nr. 17, 1909–1912 von Albert Geßner |                                       |
| 09066352 | Wilhelmshöher Straße 17–20 (Lage)                                                         | Einküchenhäuser                                                                                        | Nr. 18–20 |                                       |
| 09066352 | Wilhelmshöher Straße 17–20 (Lage)                                                         | Einküchenhäuser                                                                                        | Torbogen |                                       |

## Gartendenkmale
| Nr.      | Lage                            | Offizielle Bezeichnung    | Beschreibung                                                                   | Bild |
| -------- | ------------------------------- | ------------------------- | ------------------------------------------------------------------------------ | ---- |
| 09046017 | Moselstraße 5 (Lage)            | Vorgarten                 | ab 1899 (siehe auch Baudenkmal Mietshaus)                                      |      |
| 09045880 | Niedstraße 36 (Lage)            | Vorgarten                 | ab 1903                                                                        |      |
| 09046603 | Perelsplatz (Lage)              | Stadtplatz                | 1907 von Fritz Zahn                                                            |      |
| 09046603 | Perelsplatz (Lage)              | Stadtplatz                | Sintflutbrunnen von Paul Aichele, 1895                                         |      |
| 09045882 | Perelsplatz 14–15 (Lage)        | Vorgärten und Hofstruktur | Vorgärten, nach 1894 von Carl Sack                                             |      |
| 09045882 | Perelsplatz 14–15 (Lage)        | Vorgärten und Hofstruktur | Hofstruktur mit Gartenteil, ab 1894                                            |      |
| 09045883 | Perelsplatz 16 (Lage)           | Vorgarten                 | ab 1894 (siehe auch Baudenkmal Mietshaus)                                      |      |
| 09012525 | Renée-Sintenis-Platz (Lage)     | Stadtplatz                | 1872, um 1900, 1955 von Karl Tümler                                            |      |
| 09012525 | Renée-Sintenis-Platz (Lage)     | Stadtplatz                | Bronzeplastik „Grasendes Fohlen“ von Renée Sintenis                            |      |
| 09045886 | Rheinstraße 11 (Lage)           | Innenhof                  | ab 1897 (siehe auch Baudenkmal Mietshaus)                                      |      |
| 09045888 | Schmargendorfer Straße 6 (Lage) | Vorgarten                 | ab 1904                                                                        |      |
| 09046016 | Schmiljanstraße 28 (Lage)       | Innenhof                  | ab 1906                                                                        |      |
| 09045890 | Stierstraße 14–15 (Lage)        | Vorgarten und Innenhof    | Vorgarten, 1911 von Otto Colosser                                              |      |
| 09045890 | Stierstraße 14–15 (Lage)        | Vorgarten und Innenhof    | Innenhof                                                                       |      |
| 09046604 | Stubenrauchstraße 43–45 (Lage)  | Friedhof Schöneberg III   | 1881, 1894, 1904–1912 (siehe auch Baudenkmale Friedhofskapelle und Urnenhalle) |      |
| 09046604 | Stubenrauchstraße 43–45 (Lage)  | Friedhof Schöneberg III   | Friedhofsportal                                                                |      |
| 09045892 | Taunusstraße 30 (Lage)          | Vorgarten                 | 1909 von Julius Moldt                                                          |      |